# Ana Lúcia Martins
Ana Lúcia Martins Rosskamp (Joinville, 20 de agosto de 1966) é uma alfabetizadora, educadora física, militante do movimento negro, política e professora brasileira. Nas eleições municipais de 2020 foi eleita vereadora em Joinville, Santa Catarina, Brasil pelo Partido dos Trabalhadores (PT), sendo a única representante de seu partido na câmara municipal. Ela é a primeira vereadora negra da história de Joinville. Logo após ser eleita, Martins recebeu ameaças de morte e ataques racistas pela internet. O caso ganhou repercussão nacional.

## Juventude, formação e carreira na educação
Martins nasceu em 20 de agosto de 1966 no bairro Floresta em Joinville, Santa Catarina. Ela é filha de Acácio Martins, tratorista e servidor público e de Onélia Durvalina Martins, empregada doméstica e operária.
Na sua juventude, Martins teve um filho, Alison, e por conta disso precisou parar seus estudos para trabalhar e sustentar seu filho. Ela trabalhou como empregada doméstica, diarista e balconista.
Em 1984, Martins concluiu o curso de magistério e seguiu carreira na área da educação. Em 1986, foi admitida na rede municipal de educação de Joinville como professora do ensino infantil. Em 1990, se formou em Educação Física. Em 1992, passou a estudar a cultura africana e afro-brasileira e começou a atuar no movimento negro dentro do Setorial do Negro na comunidade católica Igreja Cristo Ressuscitado.
Martins é viúva de Maurício Eduardo Rosskamp, com quem teve um filho. Ele era consultor legislativo da Câmara de Vereadores de Joinville desde 1995. Em dezembro de 2018, Rosskamp foi morto a pedradas no bairro Paranaguamirim, em Joinville, vítima de um latrocínio. Em abril de 2019, as duas pessoas responsáveis pelo crime foram condenadas a 30 anos de prisão em regime fechado pela 1.ª Vara Criminal de Joinville.

## Carreira política
Martins iniciou sua carreira política em 1992, quando se tornou representante de base do Sindicato dos Servidores Públicos de Joinville (SINSEJ). Em 1994, se filiou ao PT, onde atua até hoje.
Em 2009, Martins participou da criação do Conselho de Promoção de Igualdade Racial de Joinville e também participou do Comitê da Igualdade Racial.
Nas eleições municipais de 2020, concorreu ao cargo de vereadora pelo PT e foi eleita com 3.126 votos, sendo a quarta candidata mais votada e a única eleita pelo seu partido. A última vez que um candidato de esquerda foi eleito para a Câmara Municipal de Joinville foi em 2012.
No dia 1 de janeiro de 2021, Martins tomou posse como vereadora de Joinville. Em seu discurso de posse, pediu licença à sua ancestralidade e agradeceu a memória de Marielle Franco, vereadora do Rio de Janeiro assassinada em março de 2018: "Eu sou sua semente", disse Martins. Sobre o que defenderá no legislativo, Martins relacionou como prioritárias pautas como a educação, a cultura e a defesa dos direitos humanos.
| “                                                                                     | Demorou, mas conseguimos romper essa barreira. Aqui estou eu, depois de 18 legislaturas na Câmara de Vereadores de Joinville, sou a primeira mulher negra eleita nesta cidade. É preciso comemorar, mas ainda é muito pouco. É um marco histórico para a cidade e uma grande conquista de representatividade para a população negra, que precisa gerar novos frutos. | ” |
| — Ana Lúcia Martins, em 1 de janeiro de 2021 em seu discurso de posse como vereadora. | |   |

No dia 18 de janeiro de 2021, Martins enviou um ofício ao secretário municipal de saúde solicitando a inclusão de pessoas em situação de rua e das comunidades quilombolas no grupo prioritário para a vacinação contra a COVID-19, já que estes não estavam descritos no plano de imunização municipal nem no plano de imunização estadual. Após o pedido, o secretário de saúde de Joinville, Jean Rodrigues da Silva afirmou que os quilombolas iriam se enquadrar no grupo prioritário. Porém, no dia 3 de fevereiro, a Secretaria Municipal da Saúde de Joinville voltou atrás e disse que seguiria o cronograma de vacinação do governo estadual e federal, que não incluem as comunidades quilombolas.

## Ameaças e ataques
Martins ganhou notoriedade nacional após receber ataques racistas e ameaças de morte por email e redes sociais, logo após ser eleita, em 16 de novembro de 2020.
A Polícia Civil de Santa Catarina abriu inquérito e o caso tem sido apurado como injúria racial e ameaça. Em 22 de novembro de 2020 a polícia identificou um homem branco de 22 anos como suspeito pelas ameaças. As investigações policiais indicaram que o ataque foi orquestrado por uma célula de neonazista, que fizeram ataques idênticos às vereadoras trans Duda Salabert (PDT), de Belo Horizonte, Minas Gerais, e Benny Briolly (PSOL), de Niterói, Rio de Janeiro. De acordo com a professora Lola Aronovich, as ameaças seguem o mesmo padrão das feitas pelo Dogolachan, um fórum brasileiro da extrema-direita fechado em 2018.
Em dezembro de 2020, a Polícia Civil solicitou ajuda da Organização Internacional de Polícia Criminal (INTERPOL) para colaborar com as investigações, após descobrir que uma das contas de email utilizadas nas ameaças e ataques à vereadora foi criada com registro de provedor na Suíça.

### Repercussão
No dia 20 de novembro de 2020, manifestantes em Joinville fizeram um ato contra o racismo e em apoio à vereadora eleita e defesa de seu mandato. Também houve alusões ao Dia da Consciência Negra, comemorado no mesmo dia.
O governo de Santa Catarina recebeu quase cinco mil pedidos para que ofereça segurança pessoal à vereadora. Pessoas de todo o país enviaram emails para o governador Carlos Moisés, para a Secretaria de Estado de Segurança Pública e para o Ministério Público Estadual, solicitando carro blindado e escolta para a vereadora, além de celeridade nas investigações.
Após repercussão do caso, o Ministério Público de Santa Catarina anunciou a formação de uma força-tarefa específica para enfrentamento ao racismo no estado. Diversas entidades, instituições e figuras políticas repudiaram as ameaças sofridas pela vereadora.
No dia 29 de outubro de 2021, foi enviada uma carta à Organização das Nações Unidas (ONU) denunciando casos de ameaças contra deputadas, vereadoras e candidatas negras ocorridas no mesmo ano. Nela, também foram citados outros atos de violência ocorridos em 2020, e os relatores demonstraram preocupação com a segurança de Ana Lúcia Martins.